# 2024년 볼리비아 쿠데타 미수
2024년 볼리비아 쿠데타 미수(스페인어: Intento de golpe de Estado en Bolivia de 2024, 영어: 2024 Bolivian coup attempt)는 2024년 6월 26일에 볼리비아에서 일어난 쿠데타 미수 사건이다. 루이스 아르세 볼리비아 대통령이 볼리비아의 행정수도인 라파스에서 '규정에서 벗어난 군대 배치'가 일어나고 있다 보고했으며, 쿠데타에 대한 우려를 표명했다. 군대는 이후에 볼리비아의 대통령 궁인 카사 그란데 델 푸에블로(en:Casa Grande del Pueblo)를 습격했다.

## 배경
볼리비아는 과거 쿠데타가 90번 넘게 일어난 적이 있는 만큼 정치가 매우 불안한 나라이며 그 와중에 체 게바라가 여기에 말려들어 사망한 바 있다.
쿠데타 시도 전날인 6월 25일, 육군 사령관인 후안 호세 수니가(en:Juan José Zúñiga) 장군은 전 대통령 에보 모랄레스를 상대로 한 발언으로 인해 직위에서 해임되었으며, 모랄레스에 따르면 주니가가 모랄레스, 안드로니코 로드리게스 상원 의장, 레오나르도 로자 상원의원을 상대로 위협을 가한 것으로 알려졌다.

## 군사적 행동
볼리비아 텔레비전에서는 라파스 정부청사 앞 무리요 광장에서 탱크 두 대와 군인 다수가 찍힌 영상을 방송했으며 국영 언론사인 ABI는 군사적 동원이 약 오후 2시 30분 (BOT)에 시작되었다고 보도했다. 후안 호세 수니가는 광장에 있었고 지역 TV 방송국에서는 "군 당국의 세 수장이 우리의 불만을 표출하기 위해 왔다. 새로운 장관 내각이 들어설 것이고 분명히 바뀔 것이지만 우리나라를 더 이상 이렇게 둘 순 없다"
BBC 보도에 따르면 대통령궁 정문이 장갑차에 들이받고 군인들이 건물 내부로 진입하는 모습이 담겼다. El Deber 신문은 후안 호세 수니가가 기자들에게 "우리는 이 조국을 다시 세울 것"이라며 "새 내각이 출범할 것이고 상황은 확실히 바뀔 것이지만 우리나라는 더 이상 이대로 계속될 수 없다"고 말했다고 보도했다. 그는 또한 자니네 아녜스 전 대통령을 포함한 '정치범들'이 석방될 것이라고 발언했다. 모랄레스 대통령은 멘데스 아르코스 찰라파타 특수연대 소속 부대가 저격수들의 도움을 받아 무리요 광장을 점령했다고 전했다.
TV에서 방송된 영상에서 루이스 아르세 대통령이 대통령 궁 복도에서 후안 호세 수니가와 맞서며 "나는 당신의 수장이며, 당신의 병사들을 철수시킬 것을 명령한다. 그리고 나는 명령 불복종을 용납하지 않을 것이다."는 발언을 하는 모습이 담겼다.
또한 시위자들이 아르세 정부를 지지하는 구호를 외치며 무릴로 광장을 에워쌌으며, 이에 군은 최루탄을 배치했다. 볼리비아의 주요 노동조합 연맹인 볼리비아 노동자 센터(Bolivian Workers' Center)는 쿠데타 시도를 비난하며 즉각적으로 무기한 파업을 하겠다고 밝혔다.
쿠데타 시도 중에 루이스 아르세 대통령은 볼리비아 육군, 해군, 공군의 새로운 수장을 발표하면서 쿠데타를 진행한 군대가 "군복을 더럽히고있다"고 말했다. 호세 윌슨 산체스(José Wilson Sánchez)가 새로운 육군 참모총장으로 임명되었고, 산체스는 쿠데타에 참여하는 모든 군에게 막사로 돌아갈 것을 명령했다.
최종적으로 볼리비아군의 군대와 장갑차가 대통령궁에 무력 진입한지 3시간 만에 철수하게 되면서 쿠데타는 실패로 돌아갔다. 또한 쿠데타를 주도한 후안 호세 수니가는 볼리비아 경찰에 의해 체포되었다.

## 반응

### 국내(볼리비아)
아르세 대통령은 공개 성명에서 "민주주의는 존중되어야 한다"고 촉구했으며 쿠데타의 실패 이후 볼리비아 국민들에게 감사를 표했다. 에보 모랄레스(Evo Morales)는 군사 동원을 비난하는 공개 성명을 발표함과 동시에 후안 호세 수니가가 시민을 위협하고 민주주의를 침해하면서 쿠데타를 시도했다고 비난했으며 총파업을 중에 도로를 차단할 것을 권고했다. 국내 최대 노동조합은 쿠데타를 규탄하고 정부를 방어하기 위해 라파스에서 무기한 파업을 선언했다.
마리아 넬라 프라다(Maria Nela Prada) 대통령 장관은 광장에서의 시위를 "쿠데타 시도"라고 칭했고, 지역 TV 방송국인 레드 우노 데 볼리비아에서는 "사람들은 민주주의를 수호하기 위해 경계하고 있다"고 말했다.
볼리비아 전 대통령 호르헤 키로가와 현재 수감 중인 헤아니네 아녜스는 국가 수호를 위한 민주적 소명을 촉구하는 개별 성명을 발표했다.

### 국제사회
아메리카 국가 기구의 사무총장 루이스 알마그로(Luis Almagro)는 볼리비아군의 행동을 비난하면서 아르세 정부에 대한 연대를 표명했다. 모랄레스 밑에서 법무장관을 지낸 볼리비아 상원의원 버지니아 벨라스코 콘도리는 볼리비아 입법부 밖에서 기자들과 만나 모랄레스가 이번 쿠데타 시도의 배후라고 주장했다.
브라질, 칠레, 콜롬비아, 코스타리카, 쿠바, 과테말라, 온두라스, 멕시코, 등 이베로아메리카의 국가 원수들과 니카라과, 파나마, 파라과이, 페루, 스페인, 우루과이 및 베네수엘라는 쿠데타 시도를 비난했으며 유럽 연합 외교 문제·안보 정책 고위대표또한 이를 비난했다. 유럽 연합의 유럽 연합 외교 문제·안보 정책 고위대표 주제프 보렐 및 유럽 집행 위원회의 우르줄라 폰데어라이엔 의장. 하비에르 밀레이 아르헨티나 대통령은 공식 성명을 발표하기 전 "상황이 명확해지기를 기다리고 있다"고 전해졌다. 미국은 바이든 행정부가 상황을 지켜보고 있다고 백악관 대변인을 통해 밝혔으며, 침착히 사건의 진정과 자제를 촉구했다.